# Antony Hewish
Antony Hewish (Fowey, 11 maggio 1924 – 13 settembre 2021) è stato un astronomo britannico, vincitore del premio Nobel per la fisica nel 1974, condiviso con Martin Ryle, per il suo contributo allo sviluppo della radioastronomia e per il suo ruolo nella scoperta delle pulsar. A posteriori fu riconosciuto che la scoperta delle pulsar la si deve essenzialmente a Jocelyn Bell.

## Biografia
Il suo corso di laurea all'Università di Cambridge fu interrotto dalla chiamata alle armi per la guerra nella Royal Aircraft Establishment, ed alla Telecommunications Research Establishment, dove lavorò con Martin Ryle. Ritornato a Cambridge nel 1946, Hewish completò la laurea ed aderì subito al gruppo di ricerca di Ryle al Laboratorio Cavendish, ottenendo il dottorato nel 1952. Hewish fece progressi sia in pratica che in teoria nell'osservazione e nella spiegazione delle apparenti scintillazioni delle sorgenti radio, dovute all'impatto delle radiazioni col plasma.
Questo lo portò a proporre la costruzione dell'Interplanetary Scintillation Array, un enorme radiotelescopio presso l'Osservatorio radioastronomico Mullard, a Cambridge, per condurre un'osservazione a lungo termine sulla scintillazione. Col suo allievo nigeriano, Sam Okoye, scoprirono nel 1964 un'attività nella Nebulosa del Granchio, che solo dopo alcuni anni si rivelo' essere una pulsar. La scoperta effettiva avvenne nel 1968 grazie a Jocelyn Bell, una delle sue dottorande di ricerca; fu lei a notare ed individuare una radio sorgente che fu poi identificata come una stella di neutroni rotante, ovvero una pulsar, oggi nota come PSR B1919+21. La pubblicazione che annunciava la scoperta aveva cinque autori: il primo nome era quello di Hewish, il secondo quello di Bell. Il Premio Nobel a Ryle e Hewish senza l'inclusione di Bell (soprattutto derubricando la posizione di Jocelyn Bell) fu piuttosto controverso e fu condannato dal celebre astronomo Fred Hoyle. Altri fecero notare che il Premio era stato consegnato soprattutto per il lavoro di Ryle e Hewish nel campo della radioastronomia in generale, con una particolare menzione per la scoperta delle pulsar.
Hewish fu professore di radioastronomia al Laboratorio Cavendish dal 1971 sino al 1989, e a capo dell'Osservatorio radioastronomico Mullard dal 1982 al 1988. Divenne un membro della Royal Society nel 1968.
Ha ricevuto la medaglia Eddington dalla Royal Astronomical Society nel 1969.